# Эффект социальной желательности
Эффект социальной желательности (англ. social desirability bias, SDB) — тип предвзятости в ответах респондентов различных опросов, заключающийся в стремлении опрашиваемых давать такие ответы, которые, с их точки зрения, выглядят предпочтительнее в глазах окружающих. Это приводит к завышенному отражению положительных качеств и заниженному — отрицательных, создавая значительные проблемы в исследованиях, основанных на опросниках и интервью. Описываемая тенденция имеет индивидуальные и национальные различия.
Темы, для которых характерна предвзятость в ответах, связанная с ожиданиями других, обычно касаются способностей, личных качеств респондента, сексуального и рискового поведения (употребление алкоголя, наркотиков и т. д.). Например, сталкиваясь с вопросом «Как часто вы мастурбируете?», респонденты будут подвержены влиянию общественного табу на мастурбацию и будут стараться либо приуменьшить частоту, либо отказаться от ответа. Таким образом, средние показатели о частоте мастурбации, выявленные при опросе, вероятнее всего будут занижены.
Сталкиваясь с вопросом «Как часто вы употребляете наркотические вещества?», респондент вероятно скорректирует свой ответ, опираясь на знание о том, что употребление практически всех наркотических веществ, включая наиболее распространенную марихуану, запрещено законом. Скорее всего респонденты будут склонны отрицать любой факт употребления наркотиков или рационализировать его, отвечая на него, к примеру: «Я курю травку только за компанию». Предвзятость в ответах также наблюдается в оценке количества сексуальных партнеров респондента. На деле она может выражаться в преувеличении и приуменьшении количества сексуальных партнеров в разных группах населения: мужчины склонны преувеличивать, а женщины недооценивать. В этом случае полученные средние в обеих группах будут искажены из-за предвзятости в ответах.
Другие темы, подверженные воздействию социальной желательности:
- Личный доход и заработки. Часто преувеличиваются, если являются слишком низкими, и приуменьшается, если является слишком большим.
- Чувство умаления собственного достоинства и беспомощности чаще всего отрицается
- Темы, касающиеся экскреторной системы обсуждаются крайне неохотно, если вообще обсуждаются
- Следование медицинским предписаниям часто преувеличивается
- Вопросы, касающиеся религии неудобны для обсуждения или не обсуждаются вовсе
- Патриотизм часто преувеличивается, но, если полностью отрицается, то под воздействием возможного неодобрения со стороны окружающих
- Предрассудки и отсутствие толерантности часто отрицается, даже если свойственно респонденту
- Интеллектуальные способности часто преувеличены
- Достоинства и недостатки внешности
- Факты реального или потенциального физического насилия, совершенного респондентом, чаще всего отрицаются
- Подверженность домашнему насилию и/или сексуальному насилию часто преуменьшаются женщинами
- Индикаторы благотворительности и доброжелательности часто преувеличиваются
- Любые незаконные действия отрицаются

## Индивидуальные различия
Тот факт, что люди склонны давать социально желательные ответы, особо интересует тех, кто изучает индивидуальные различия в ответах респондентов, которые затрудняют отделение достоверных ответов от недостоверных.
Когда эффект социальной желательности невозможно исключить, исследователи могут прибегнуть к измерению этой тенденции, чтобы учесть её в своих моделях в качестве контрольной переменной. Отдельная переменная социальной желательности должна быть оценена вкупе с основными переменными. Основное допущение такого подхода заключается в том, что респонденты, имеющие высокие показатели по шкале социальной желательности, отвечают социально желательно в ходе всего исследования.
В крайних случаях из-за респондентов со слишком высокими показателями по шкале социальной желательности весь инструмент сбора данных приходится считать непригодным для исследования. В менее серьёзных случаях ответы таких респондентов удается статистически корректировать в соответствии с их показателями по шкале социальной желательности.
Основная проблема шкал оценивания эффекта социальной желательности заключаются в том, что вопросы отличаются не только степенью сенсетивности, но и формулировкой. Более того, люди в самом деле отличаются в склонности давать социально желательные ответы (например, священнослужители и преступники). Следовательно, меры социальной желательности смешивают истинные индивидуальные различия с предвзятостью.

## Стандартные меры на английском языке
Большинство способов измерения эффекта социальной желательности существует только на английском языке.
До 1990-х большинство измерений эффекта социальной желательности ответов производилось с помощью шкалы Marlowe-Crowne Social Desirability Scale. Оригинальная версия состоит из 33 вопросов да/нет. Укороченная версия содержит 10 вопросов, но некоторые из них вызывают сомнения относительно надежности измерений.
В 1991 году Delroy L. Paulhus опубликовал сбалансированную шкалу BIDR (Balanced Inventory of Desirable Responding): опросник из 40 вопросов, сконструированный для измерения ответов в соответствии с двумя формами социальной желательности, содержит отдельные шкалы для оценки саморепрезентации — предпосылки создавать у окружающих определенное впечатление о себе; самообман — тенденция давать честные, но преувеличенные ответы. Коммерческая версия BIDR называется PDS (Paulhus Deception Scales).

## Не англоязычные меры
Шкалы, измеряющие социальную желательность в стиле ответов, доступны на всех основных языках (включая итальянский, немецкий и русский).
Детальный анализ использования шкалы Социальной Желательности TALIS показал избыточность 7-бальной шкалы ответов. Более того, одни и те же категории имеют разный смысл для респондентов в различных утверждениях. Для улучшения психометрических свойств шкалы предлагаются следующие меры: увеличение числа утверждений (что, возможно, снизит отдельные отклонения в выборе ответных категорий респондентами; оптимизация числа категорий; устранение смысловой неопределенности (путем назначения более содержательных наименований для каждой категории и уменьшения числа самих категорий до четырех). В таком случае исключается самая главная проблема — «средняя» категория ответов, которая, как показало исследование, являлась показателем высокого уровня СЖ.
Другие меры измерения используются в опросах, проходящих лицом к лицу или по телефону.

## Другие стили ответов
Экстремальный стиль ответов выражается в склонности респондента выбирать максимальные и минимальные ответы в шкале, например, 1 и 7 по 7ми-бальной шкале и противоположная ей склонность выбирать умеренные ответы, например, проставлять везде 3 по 5ти-бальной шкале.
«Уступчивость» — тенденция предпочитать более высокие оценки низким, вне зависимости от содержания вопроса.
Эти стили ответов отличаются от эффекта социальной желательности тем, что они не связаны с тематикой вопросов и могут проявляться как в социально предпочтительных ситуациях, так и не предпочтительных, тогда как эффект социальной желательности привязан к последним.

## Анонимность и конфиденциальность
В ситуациях, когда детали о личности респондента не нужны, как в случае с семплированием, рекомендуется проводить анонимные опросы, тогда респонденты не ощущают свою прямую личную заинтересованность в ответах, которые они дают.
Другой способ сохранить конфиденциальность ответов респондентов на деликатные темы это метод случайных ответов (Randomized Responce). Прежде, чем задать деликатный вопрос, интервьюер предлагает респонденту подбросить монетку и, если выпадет орел — сказать «да», иначе сказать правду. Этот метод позволяет исследователю оценить действительную распространенность наблюдаемого поведения без необходимости знать индивидуальную правдивость ответов респондентов.

## Нейтрализованное администрирование
Эффект социальной желательности снижается при максимальной нейтрализации формулировки вопроса. Другой техникой снижения SDB может быть опосредованный сбор информации, например, компьютерный опрос.

## Измерение поведения респондентов
Один из новых подходов — метод избыточного требования — оценивает тенденцию респондентов выражать «осведомленность» о несуществующих объектах. Более сложные методы для стимуляции честных ответов включают в себя технику «случайного ответа» и технику «несоответствия количества вопросов и ответов», а также технологию «ложного полиграфа».